# Bruce Cabot
Bruce Cabot (Carlsbad (New Mexico), 20 april 1904 - Woodland Hills (Los Angeles), 3 mei 1972) was een Amerikaans acteur. Hij was bekend om zijn rol als John Driscoll in de film King Kong. Hij behoorde tot de vaste clan die John Wayne gebruikte bij zijn films. Ze speelden in elf films samen.

## Privéleven
Bruce Cabot was drie keer getrouwd. Zijn eerste huwelijk was met actrice Adrienne Ames van 1933 tot hun scheiding in 1937. Zijn tweede huwelijk was met actrice Francesca De Scaffa van wie hij in 1951 scheidde. Zijn laatste huwelijk, dat ook in een scheiding eindigde, was met Gracy Mary Mather Smith. Wel had hij met haar één kind.
Cabot overleed in 1972 op 68-jarige leeftijd aan longkanker.

## Filmografie
- 1931 - Confessions of a Co-Ed (Dudley Murphy en David Burton)
- 1931 - Heroes of the Flames (Robert F. Hill)
- 1932 - The Roadhouse Murder (J. Walter Ruben)
- 1932 - Lady with a Past (Edward H. Griffith)
- 1933 - Shadows of Sing Sing (Phil Rosen)
- 1933 - Ann Vickers (John Cromwell)
- 1933 - Midshipman Jack (Christy Cabanne)
- 1933 - Flying Devils (Russell Birdwell)
- 1933 - Disgraced! (Erle C. Kenton)
- 1933 - King Kong (Merian C. Cooper en Ernest B. Schoedsack)
- 1933 - The Great Jasper (J. Walter Ruben)
- 1933 - Lucky Devils (Ralph Ince)
- 1934 - Night Alarm (Spencer Gordon Bennet)
- 1934 - Men of the Night (Lambert Hillyer)
- 1934 - Redhead (Melville Brown)
- 1934 - Their Big Moment (James Cruze)
- 1934 - His Greatest Gamble (John Robertson)
- 1934 - Let's Try Again (Worthington Miner) (verwijderde opnames)
- 1934 - Murder on the Blackboard (George Archainbaud)
- 1934 - Finishing School (George Nicholls Jr. en Wanda Tuchock)
- 1935 - Show Them No Mercy! (George Marshall)
- 1935 - Let 'em Have It (Sam Wood)
- 1935 - Without Children (William Nigh)
- 1936 - Sinner Take All (Errol Taggart)
- 1936 - Legion of Terror (Charles C. Coleman)
- 1936 - The Big Game (George Nicholls Jr.)
- 1936 - Don't Turn 'em Loose (Benjamin Stoloff)
- 1936 - The Last of the Mohicans (George B. Seitz)
- 1936 - Fury (Fritz Lang)
- 1936 - The Three Wise Guys (George B. Seitz)
- 1936 - Robin Hood of El Dorado (William A. Wellman)
- 1936 - Don't Gamble with Love (Dudley Murphy)
- 1937 - The Bad Man of Brimstone ((J. Walter Ruben))
- 1937 - Love Takes Flight (Conrad Nagel)
- 1937 - Bad Guy (Edward L. Cahn)
- 1938 - Tenth Avenue Kid (Bernard Vorhaus)
- 1938 - Smashing the Rackets (Lew Landers)
- 1938 - Sinners in Paradise (James Whale)
- 1939 - Traitor Spy (Walter Summers)
- 1939 - My Son Is Guilty (Charles Barton)
- 1939 - Mickey the Kid (Arthur Lubin)
- 1939 - Dodge City (Michael Curtiz)
- 1939 - Mystery of the White Room (Otis Garrett)
- 1939 - Homicide Bureau (Charles C. Coleman)
- 1940 - Girls Under 21 (Max Nosseck)
- 1940 - Captain Caution (Richard Wallace)
- 1940 - Susan and God (George Cukor)
- 1941 - Sundown (Henry Hathaway)
- 1941 - The Flame of New Orleans (René Clair)
- 1942 - Silver Queen (Lloyd Bacon)
- 1942 - Pierre of the Plains (George B. Seitz)
- 1942 - Wild Bill Hickok Rides (Ray Enright)
- 1943 - The Desert Song (Robert Florey)
- 1945 - Fallen Angel (Otto Preminger)
- 1945 - Divorce (William Nigh)
- 1945 - Salty O'Rourke (Raoul Walsh)
- 1946 - Avalanche (Irving Allen)
- 1946 - Smoky (Louis King)
- 1947 - Gunfighters (George Waggner)
- 1947 - Angel and the Badman (James Edward Grant)
- 1948 - The Gallant Legion (Joseph Kane)
- 1949 - Sorrowful Jones (Sidney Lanfield)
- 1950 - Fancy Pants (George Marshall)
- 1950 - Rock Island Trail (Joseph Kane)
- 1951 - Best of the Badmen (William D. Russell)
- 1952 - Lost in Alaska (Jean Yarbrough)
- 1952 - Kid Monk Baroni (Harold D. Schuster)
- 1953 - The Story of William Tell (Jack Cardiff) (onvoltooid)
- 1955 - Il tesoro di Rommel (Rommel's Treasure) (Romolo Marcellini)
- 1955 - Il mantello rosso (Les Révoltés) (Giuseppe Maria Scotese)
- 1956 - Totò, lascia o raddoppia? (Camillo Mastrocinque)
- 1958 - The Sheriff of Fractured Jaw (Raoul Walsh)
- 1958 - La ragazza del palio (Luigi Zampa)
- 1958 - The Quiet American (Joseph L. Mankiewicz)
- 1959 - Il terrore dei barbari (Carlo Campogalliani)
- 1959 - John Paul Jones (John Farrow)
- 1959 - Guardatele ma non toccatele (Mario Mattoli)
- 1960 - The Slowest Gun in the West
- 1961 - The Comancheros (Michael Curtiz)
- 1962 - Hatari! (Howard Hawks)
- 1963 - McLintock! (Andrew V. McLaglen)
- 1964 - Law of the Lawless
- 1965 - Town Tamer
- 1965 - Cat Ballou (Eliot Silverstein)
- 1965 - Black Spurs (R. G. Springsteen)
- 1965 - In Harm's Way (Otto Preminger)
- 1965 - Choque de Sentimentos
- 1966 - The Chase (Arthur Penn)
- 1967 - The War Wagon (Burt Kennedy)
- 1968 - Hellfighters (Andrew V. McLaglen)
- 1968 - The Green Berets (John Wayne en Mervyn Leroy)
- 1969 - The Undefeated (Andrew V. McLaglen)
- 1970 - Wusa (Stuart Rosenberg)
- 1970 - Chisum (Andrew V. McLaglen)
- 1971 - Big Jake (George Sherman)
- 1971 - Diamonds Are Forever (Guy Hamilton)

## Televisieseries
- Stars Over Hollywood (1950-1951)
- Gruen Guild Playhouse (1951-1952)
- Armstrong Circle Theatre (1951)
- Lux Video Theatre (1951)
- Tales of Tomorrow (1952)
- The Pepsi-Cola Playhouse (1954)
- 77 Sunset Strip (1960)
- Burke's Law (1963)
- Bonanza (1964)
- Bob Hope Presents the Chrysler Theatre (1964)
- Daniel Boone (1965)